# Nick Cannon
Pour les articles homonymes, voir Cannon.
Nicholas Scott Cannon, né le 8 octobre 1980 à San Diego, en Californie, est un rappeur, scénariste, acteur, présentateur, producteur de musique et producteur exécutif de films américain. Il anime de la quatrième à la onzième saison de l'émission américaine America's Got Talent. Il épouse la chanteuse Mariah Carey en 2008 et demande le divorce en 2014.

## Biographie

### Jeunesse
Cannon est né le 8 octobre 1980 à San Diego, en Californie, fils de Beth (née Hackett), et James Cannon, un télévangéliste,,. Dans sa jeunesse, il alterne entre San Diego, où sa mère résidait, et Charlotte, en Caroline du Nord, où son père travaillait. À 11 ans, Cannon apparait pour la première fois dans l'émission animée par son père.
Nick Cannon fait ses études secondaires en 1998 à la Monte Vista High School de Spring Valley, puis apparait dans plusieurs émissions sur la chaîne Nickelodeon à Los Angeles, notamment dans All That.
Il a 4 demi-frères du côté de son père qui sont : Gabriel, Reuben, Javen et Caleb.

### Carrière musicale
Adolescent, Cannon forme, avec son meilleur ami Steve Groves, un groupe de hip-hop appelé Da G4 Dope Bomb Squad. Ils font les premières parties des concerts de Will Smith, 98 Degrees, et Montell Jordan.
Après avoir signé au label Jive Records en 2001, il joue aux côtés de Romeo Miller et 3LW pour la bande originale du film Jimmy Neutron: Boy Genius avec une reprise de la chanson Parents Just Don't Understand publiée en 1998. Son premier album homonyme est publié en 2003 et contient le single Your Pops Don't Like Me (I Really Don't Like This Dude).
En 2005, Cannon fonde son propre label, Can-I-Ball Records, et prévoit la sortie d'un deuxième album, intitulé Stages, plus tard dans la même année. Le premier single de l'album, Can I Live?, est publié en juillet 2005 suivi du second single Dime Piece en mars 2006.
En 2009, Nick Cannon fonde un nouveau label N'Credible Entertainment.
En 2010, Cannon lance une parodie de Slick Rick intitulée Slick Nick. Le 6 décembre 2010, Nick Cannon publie sa première mixtape intitulée Child of the Corn.
Le 26 juillet 2013, Nick Cannon publie un nouveau single, Me Sexy et annonce travailler sur son deuxième album, intitulé White People Party Music en collaboration avec Afrojack, Pitbull, Future et Polow da Don,. Le second single de l'album, Looking for a Dream, est publié le 11 février 2014. La chanson est composée avec Afrojack, et son clip vidéo est publié sur VEVO le 13 février.

### Carrière télévisuelle
Nick Cannon est présenté à la cérémonie des Teen Choice Awards avec Hilary Duff le 26 août 2007. En 2008, il apparaît dans le clip Yes We Can. Du 23 juin 2009 au 14 septembre 2016 (saisons 4 à 11), il présente le programme télévisé America's Got Talent, en remplacement de Jerry Springer, animateur des saisons 2 et 3.
En janvier 2012, il est hospitalisé à Aspen, dans le Colorado, à la suite d'une insuffisance rénale.
Depuis janvier 2019, il anime l'émission The Masked Singer avec comme juges Ken Jeong, Jenny McCarthy, Nicole Scherzinger et Robin Thicke.                                                                     En 2023 il a organisé une tournée qui s’appelle Future Superstar où il y’avait Pop Money Jd McCary 

## Vie privée

### Romances
En 1999, Nick Cannon a été en couple avec la future chanteuse des Pussycat Dolls, Nicole Scherzinger. En 2002, il a une relation avec l'actrice Adrienne Bailon. De 2003 à 2005, il a une longue relation amoureuse avec la chanteuse Christina Milian. En 2005, il a été en couple avec le mannequin Eva Marcille. D'avril à août 2006, Nick Cannon a fréquenté l'actrice Meagan Good durant la production de Roll Bounce.   
En 2007, il a fréquenté la top model Selita Ebanks durant neuf mois. Ils s'étaient fiancés au cours du mois de mai 2007 avant leur rupture en octobre. Il a fréquenté la star de tv réalité Kim Kardashian entre 2006 et 2007. Ils rompent après la diffusion de la sextape de la starlette. Nick Cannon épouse la chanteuse Mariah Carey le 30 avril 2008 quelques semaines après leur rencontre. Ils demandent le divorce en janvier 2014.  
Il est aperçu proche du mannequin Heidi Klum en juin 2015. La même année, il est en couple avec le top model Jessica White. Il a également fréquenté la styliste Sherise Cromwell de juillet à septembre 2015. Nick a eu une relation avec la chanteuse Rozonda Thomas de septembre 2015 à mars 2016. Il fréquente la Miss Arizona 2010, Brittany Bell dès 2016. Nick Cannon a fréquenté Lanisha Cole en 2017 ainsi que le mannequin Jena Frumes de janvier à mars 2017.  
Entre 2020 et 2022, il fréquente simultanément les modèles Alyssa Scott, Abby De La Rosa et Lanisha Cole, ainsi que l'agent immobilier Bre Tiesi.

### Paternité
Le 30 avril 2011, Nick et Mariah Carey accueillent des jumeaux, un garçon Moroccan Scott, et une fille Monroe. 
En novembre 2016, il annonce attendre son troisième enfant avec son ancienne compagne, Miss Arizona 2010, Brittany Bell. Ils deviennent parents d'un garçon, qu'ils nomment Golden "Sagon" Cannon, né le 21 février 2017. En décembre 2020, Nick accueille sa fille, Powerful Queen, née de sa relation avec Brittany.
Le 14 juin 2021, il devient ensuite père de jumeaux, Zion et Zillion, issue d'une romance avec Abby De La Rosa. Le 23 juin 2021, il devient père d'un autre garçon, prénommé Zen issue d'une relation avec Alyssa Scott. Le 5 décembre 2021, son fils Zen meurt d'hydrocéphalie et d'une tumeur au cerveau à l'âge de cinq mois. 
En juin 2022, la naissance d'un petit garçon nommé Legendary Love avec sa compagne Bre Tiesi fait de Nick Cannon un père de 8 enfants, alors qu'une nouvelle grossesse a été annoncé par Abby De La Rosa le même mois.     
Le 14 septembre 2022, il annonce la naissance de son neuvième enfant sur son compte Instagram, une petite fille prénommée Onyx Ice Cole, née de sa relation avec Lanisha Cole. Le même mois, il devient père d'un 10e enfant, un garçon nommé Rise Messiah Cannon, troisième né de sa relation avec Brittany Bell,. Le 11 novembre 2022, Nick et Abby De La Rosa accueillent une fille, Beautiful Zeppelin Cannon. Le 14 décembre 2022, Nick Cannon accueille un 12e enfant, une fille dénommée Halo Marie Cannon, fruit de sa romance avec le mannequin Alyssa Scott.

## Discographie

### Albums studio
- 2003 : Nick Cannon
- 2006 : Stages
- 2011 : Mr. Showbiz
- 2011 : Mr. Showbiz Sings the Hits

### Mixtapes
- 2011 : Child of the Corn

### Singles
- 2003 : Gigolo (feat. R.Kelly)
- 2003 : Feelin Freaky (feat. B2K)
- 2003 : Shorty (feat.Busta Rhymes, Fat Joe, Chingy)
- 2004 : Your Pops Don't Like Me
- 2005 : Can I Live ? (feat. Anthony Hamilton)
- 2006 : Dime Piece
- 2006 : My Wife (feat. Kanye West)
- 2013 : America (feat. Pitbull)
- 2019 : The Invitation (feat. Suge Knight, Hitman Holla, Charlie Clips, Prince Eazy)

## Filmographie
- 2002 : Men in Black 2 (MIIB) de Barry Sonnenfeld : le jeune homme
- 2002 : Drumline de Charles Stone III (en) : Devon Miles
- 2003 : L'amour n'a pas de prix : Alvin Johnson
- 2003 : The Underclassman : Tracy Stokes
- 2003 : Shall we dance? de Peter Chelsom : Scottie
- 2004 : Beat Battle de Charles Stone III (en)
- 2004 : La Fièvre du roller de Malcolm D. Lee : Bernard
- 2005 : Monster House de Gil Kenan : voix de Officier Lister
- 2006 : Even Money de Mark Rydell : Godfrey Snow
- 2006 : Bobby d'Emilio Estevez : Dwayne
- 2006 : Goal! 2 - La Consécration de Jaume Collet-Serra : T.J. Harper
- 2008 : Le Jour des morts (Day of the Dead) de Steve Miner : Salazar
- 2008 : American Son de Neil Abramson (en) : Mike
- 2009 : The Killing Room de Jonathan Liebesman
- 2010 : School Gyrls de Nick Cannon : lui-même
- 2012 : Le rêve du chanteur masqué de Bille Woodruff : lui-même
- 2015 : Chi-Raq de Spike Lee : Chi-Raq
- 2016 : King Of The Dancehall de Nick Cannon : Tarzan Brixton
- 2021 : Braquage en or (The Misfits)  de Renny Harlin : Ringo

### Télévisions
- 2014 : Drumline: A New Beat : Devon Miles
- 2015 : Brooklyn Nine-Nine (série TV) : Marcus, le neveu du capitaine Holt
- 2015 : Aaliyah (Téléfilm biographie) : R. Kelly

## Distinctions

### Récompenses
- 2006 : Hollywood Film Awards de la meilleure distribution de l'année dans un drame biographique pour Bobby (2006) partagée avec Demi Moore, Sharon Stone, Lindsay Lohan, Joy Bryant, Anthony Hopkins, Elijah Wood, Helen Hunt, Freddy Rodríguez, Ashton Kutcher, William H. Macy, Martin Sheen, Christian Slater, Shia LaBeouf, Laurence Fishburne, Heather Graham, Jacob Vargas, Mary Elizabeth Winstead, Svetlana Metkina et Harry Belafonte.
- 2012 : NAACP Image Awards du meilleur acteur dans un second rôle dans une série télévisée comique pour Up All Night (2011-2012).
- 2019 : MTV Movie + TV Awards du meilleur présentateur de téléréalité pour dans un programme de télé-réalité pour Wild 'n Out (2005-).

### Nominations
- 12e cérémonie des Critics' Choice Movie Awards 2007 : Meilleure distribution dans un drame biographique pour Bobby (2006) partagée avec Demi Moore, Sharon Stone, Lindsay Lohan, Joy Bryant, Anthony Hopkins, Elijah Wood, Helen Hunt, Freddy Rodríguez, Ashton Kutcher, William H. Macy, Martin Sheen, Christian Slater, Shia LaBeouf, Laurence Fishburne, Heather Graham, Jacob Vargas, Mary Elizabeth Winstead, Svetlana Metkina et Harry Belafonte.
- 13e cérémonie des Screen Actors Guild Awards 2007 : Meilleure distribution dans un drame biographique pour Bobby (2006) partagée avec Demi Moore, Sharon Stone, Lindsay Lohan, Joy Bryant, Anthony Hopkins, Elijah Wood, Helen Hunt, Freddy Rodríguez, Ashton Kutcher, William H. Macy, Martin Sheen, Christian Slater, Shia LaBeouf, Laurence Fishburne, Heather Graham, Jacob Vargas, Mary Elizabeth Winstead, Svetlana Metkina et Harry Belafonte.
- 2e cérémonie des Critics' Choice Television Awards 2012 : Meilleur présentateur de téléréalité pour dans un programme de télé-réalité pour America's Got Talent (2009-2016).
- 14e cérémonie des Teen Choice Awards 2012 : Personnalité masculine pour dans un programme de télé-réalité pour America's Got Talent (2009-2016).
- 2013 : Online Film & Television Association Awards du meilleur présentateur de téléréalité pour dans un programme de télé-réalité pour America's Got Talent (2009-2016).
- 15e cérémonie des Teen Choice Awards 2013 : Personnalité masculine pour dans un programme de télé-réalité pour America's Got Talent (2009-2016).
- 2014 : Online Film & Television Association Awards du meilleur présentateur de téléréalité pour dans un programme de télé-réalité pour America's Got Talent (2009-2016).
- 16e cérémonie des Teen Choice Awards 2014 : Personnalité masculine pour dans un programme de télé-réalité pour America's Got Talent (2009-2016).
- 7e cérémonie des Critics' Choice Television Awards 2016 : Meilleur présentateur de téléréalité pour dans un programme de télé-réalité pour America's Got Talent (2009-2016).
- American Black Film Festival 2020 : Lauréat du Prix du Jury du meilleur scénario pour She Ball (2020).
- American Black Film Festival 2020 : Lauréat du Prix du Jury du meilleur réalisateur pourShe Ball (2020).
- American Black Film Festival 2020 : Lauréat du Prix John Singleton du meilleur film pour She Ball (2020).
- 72e cérémonie des Primetime Emmy Awards 2020 : Meilleure émission de compétition / télé-réalité pour The Masked Singer (2019-) partagé avec Craig Plestis (Producteur exécutif), Izzie Pick Ibarra (Producteur exécutif), Rosie Seitchik (Producteur exécutif), Patrizia Di Maria (Producteur co-exécutif), Chris Wagner (Producteur co-exécutif), Deena Katz (Producteur co-exécutif), Lindsay Tuggle (Producteur co-exécutif), Brian Updyke (Producteur co-exécutif), Ashley Sylvester (Producteur co-exécutif), Jeff Kmiotek (Producteur délégué), Peter Hebri (Producteur superviseur), Erin Brady (Producteur superviseur), Kristin Campbell-Taylor (Producteur superviseur), Tiana Brown Gandelman (Producteur superviseur), John Lindsay (Producteur principal), Michael Riccio (Producteur principal), Zoe Ritchken (Producteur principal) et Lexi Shoemaker (Producteur principal)
- 2020 : Producers Guild of America Awards du meilleur producteur exceptionnel de télévision de jeux et de compétitions pour The Masked Singer (2019-) partagé avec Izzie Pick Ibarra, Nikki Varhely-Gillingham, Rosie Seitchik, Stacey Thomas, Ashley Sylvester, Lindsay Tuggle, Pete Cooksley, Chelsea Candelaria, Anne Chanthavong, Zoe Ritchken, Deena Katz, Erin Brady, Jeff Kmiotek et Lexi Shoemaker.
- 2021 : Producers Guild of America Awards du meilleur producteur exceptionnel de télévision de jeux et de compétitions pour The Masked Singer (2019-) partagé avec Craig Plestis, Izzie Pick Ibarra, Rosie Seitchik, James Breen, Deena Katz, Lindsay Tuggle, Chris Wagner, Patrizia Di Maria, Brian Updyke, Jeff Kmiotek, Lauren Taylor Harding, Nick Campagna, Erin Brady, Tiana Brown Gandelman, Kristin Campbell-Taylor, Lindsay John, Dominique Worden, Peter Hebri, Zoe Ritchken, Lexi Shoemaker, Michael Riccio, Emily Smith, Chelsea Candelaria et Joe Warwick.